# Večer, jezero McDonald, národní park Glacier
Večer, jezero McDonald, národní park Glacier (anglicky: Evening, McDonald Lake, Glacier National Park) je černobílá fotografie pořízená Anselem Adamsem v roce 1942. Byla jednou ze série fotografií, které v letech 1941 a 1942 podrobně fotografoval několik národních parků Spojených států v cyklu Ansel Adams Photographs of National Parks and Monuments, 1941-1942 . 

## Analýza
Snímek byl pořízen v národním parku Glacier v Montaně a zachycuje pohled na jezero McDonald při pohledu na vzdálené hory a mraky. Fotografie ukazuje velké nehybné jezero vycházející vodorovně z rámu a do poloviny vertikálně, odrážející zbytek scény. V dálce je vidět pohoří s mezerou uprostřed a jednou slabou menší horou mezi nimi. Obloha je zatažená a na samém vrcholu snímku spočívají velké tmavé mraky.
Tisk této fotografie je uchováván se sérií Ansel Adams Photographs of National Parks and Monuments, 1941-1942 v National Archives at College Park.